# Кошаркашка лига Србије 2024/25.
Кошаркашка лига Србије у сезони 2024/25. је деветнаесто такмичење организовано под овим именом од оснивања лиге 2006. и то је први степен такмичења у Србији. Нижи ранг је Друга лига Србије. Спортска кладионица АдмиралБет је ове сезоне насловни спонзор Кошаркашке лиге Србије.

## Систем такмичења
Први део лиге броји шеснаест екипа и игра се у 30 кола по двоструком бод систему. У њему се надмећу сви тимови који су обезбедили учешће у овој сезони Кошаркашке лиге Србије, изузев клубова који су учесници првог ранга Јадранске лиге. Два првопласирана клуба на крају такмичења у оквиру првог дела лиге обезбеђују директан пласман у наредну сезону Друге Јадранске лиге. Два најлошије пласирана тима на крају такмичења у оквиру првог дела лиге наредне сезоне играју у Другој лиги Србије.
У другом делу прикључује се шест српских тимова који учествују у првом рангу Јадранске лиге. Они заједно са два првопласирана клуба из првог дела Кошаркашке лиге Србије формирају Суперлигу Србије. Такмичење у Супер лиги Србије одвија се по плеј-оф систему — кроз осмину финала, четвртфинале, полуфинале и финале.
- У осмини финала учествују два најбоље пласирана клуба из Кошаркашке лиге Србије и два најлошије пласирана српска клуба из првог ранга Јадранске лиге 2024/25. Парови осмине финала играју по две утакмице, а о победнику двомеча одлучује укупна кош-разлика.
- У четвртфиналу се победницима осмине финала прикључују трећепласирани и четвртопласирани српски клуб из првог ранга Јадранске лиге. Четвртфинални дуели се играју на две добијене утакмице.
- У полуфиналу се победницима осмине финала прикључују Црвена звезда Меридијанбет и Партизан Моцарт бет, који су се у сезони 2024/25. такмичили у Евролиги. Полуфинални дуели се играју на две добијене утакмице.
- Финале се такође игра на две добијене утакмице.

Предност домаћег терена у плеј-офу се утврђује на основу следећих критеријума: пласман у групи Суперлиге, па пласман у лигашком делу првог ранга Јадранској лиги, па пласман у првом делу Кошаркашке лиге Србије.

## Први део такмичења

### Клубови у сезони 2024/25.
| Клуб                  | Место               | Дворана                        | Капацитет |
| --------------------- | ------------------- | ------------------------------ | --------- |
| БКК Раднички          | Београд             |                                |           |
| Војводина МТС         | Нови Сад            | СПЕНС                          | 7.022     |
| Вршац Меридијанбет    | Вршац               | Центар Миленијум               | 5.000     |
| Динамик Балкан бет    | Београд             | Хала спортова Нови Београд     | 5.000     |
| Златибор Моцарт       | Чајетина            | Хала Чајетина                  | 500       |
| Металац               | Ваљево              | Хала спортова 15. септембар    | 2.500     |
| Младост Максбет       | Београд             | Спортски центар Мастер         | 736       |
| Младост СП            | Смедеревска Паланка | Хала ОШ Вук Караџић            |           |
| Нови Пазар Саламандер | Нови Пазар          | Спортска дворана Пендик        | 1.600     |
| ОКК Београд           | Београд             | Тренинг центар Дејан Милојевић | 700       |
| Слобода               | Ужице               | Спортска хала Велики парк      | 2.200     |
| Слога                 | Краљево             | Хала спортова Краљево          | 3.331     |
| СПД Раднички          | Крагујевац          | Спортска хала Језеро           | 3.570     |
| Тамиш                 | Панчево             | Спортска хала Стрелиште        | 1.100     |
| Чачак 94 Квантокс     | Чачак               | Хала Борца крај Мораве         | 4.000     |
| Џокер                 | Сомбор              | Градска хала Мостонга          | 1.400     |

Легенда:
|  | Тимови који се такмиче у Другој Јадранској лиги 2024/25. |

### Резултати
Домаћини су наведени у левој колони.
| Екипа                 | БКК     | ВОЈ    | ВРШ     | ДИН     | ЗЛА   | МЕТ   | МЗЕ    | МСП    | НПА    | ОКК    | СЛО   | СЛГ    | СПД     | ТАМ    | ЧАЧ     | ЏОК    |
| --------------------- | ------- | ------ | ------- | ------- | ----- | ----- | ------ | ------ | ------ | ------ | ----- | ------ | ------- | ------ | ------- | ------ |
| БКК Раднички          | XXX     | 87:89  | 87:92   | 65:87   | 78:80 | 87:86 | 79:81  | 89:74  | 91:60  | 89:93  | 77:76 | 100:55 | 78:67   | 98:89  | 83:76   | 88:90  |
| Војводина МТС         | 87:73   | XXX    | 79:65   | 103:66  | 75:87 | 90:76 | 81:85  | 93:58  | 91:75  | 76:80  | 92:82 | 96:70  | 94:68   | 82:63  | 74:81   | 86:79  |
| Вршац Меридијанбет    | 100:88  | 91:62  | XXX     | 97:78   | 84:82 | 88:62 | 96:80  | 89:67  | 105:76 | 103:82 | 89:85 | 89:74  | 92:83   | 77:72  | 80:73   | 101:89 |
| Динамик Балкан бет    | 75:82   | 56:75  | 109:80  | XXX     | 85:95 | 81:82 | 116:91 | 73:90  | 100:85 | 103:88 | 65:84 | 99:76  | 74:87   | 76:80  | 96:89   | 96:95  |
| Златибор Моцарт       | 81:84   | 84:89  | 107:74  | 97:91   | XXX   | 93:75 | 94:89  | 92:66  | 113:79 | 87:65  | 75:57 | 96:80  | 72:98   | 101:97 | 97:71   | 94:103 |
| Металац               | 84:82   | 67:80  | 81:85   | 75:70   | 76:88 | XXX   | 84:90  | 91:71  | 77:73  | 89:97  | 79:85 | 76:85  | 61:79   | 96:68  | 87:70   | 63:76  |
| Младост Максбет       | 108:110 | 86:81  | 59:75   | 80:77   | 96:82 | 70:80 | XXX    | 82:75  | 89:68  | 85:99  | 70:74 | 89:83  | 103:72  | 110:75 | 96:95   | 85:100 |
| Младост СП            | 90:84   | 64:80  | 85:87   | 77:76   | 88:92 | 84:72 | 70:91  | XXX    | 104:75 | 73:105 | 71:77 | 72:91  | 79:72   | 73:67  | 86:93   | 72:89  |
| Нови Пазар Саламандер | 66:90   | 62:81  | 71:90   | 87:103  | 66:97 | 71:92 | 71:90  | 70:102 | XXX    | 81:102 | 75:97 | 81:95  | 78:84   | 78:69  | 67:84   | 86:111 |
| ОКК Београд           | 97:83   | 64:99  | 110:106 | 99:101  | 88:95 | 86:77 | 79:85  | 95:86  | 111:75 | XXX    | 91:78 | 95:86  | 79:81   | 87:80  | 98:105  | 99:82  |
| Слобода Ужице         | 82:89   | 80:72  | 79:67   | 82:99   | 80:73 | 99:71 | 55:79  | 97:82  | 117:75 | 87:75  | XXX   | 107:76 | 92:87   | 103:81 | 74:68   | 94:82  |
| Слога                 | 88:84   | 80:106 | 73:82   | 81:90   | 76:75 | 86:80 | 92:105 | 75:85  | 115:75 | 83:79  | 61:75 | XXX    | 82:75   | 78:79  | 87:77   | 90:87  |
| СПД Раднички          | 82:74   | 77:69  | 66:91   | 89:96   | 81:84 | 82:76 | 100:93 | 88:79  | 83:81  | 71:72  | 83:64 | 81:71  | XXX     | 91:84  | 61:77   | 97:93  |
| Тамиш                 | 76:70   | 62:69  | 66:79   | 70:75   | 75:89 | 85:84 | 61:71  | 85:80  | 101:73 | 73:87  | 85:87 | 100:89 | 116:113 | XXX    | 80:74   | 94:85  |
| Чачак 94 Квантокс     | 83:73   | 80:99  | 76:77   | 82:72   | 63:72 | 83:74 | 71:78  | 95:70  | 91:72  | 78:91  | 76:89 | 61:66  | 76:79   | 92:98  | XXX     | 71:72  |
| Џокер                 | 93:62   | 99:94  | 96:97   | 106:104 | 75:73 | 89:80 | 72:78  | 105:92 | 111:78 | 90:66  | 80:98 | 89:75  | 89:78   | 94:88  | 107:100 | XXX    |

### Резултати по колима
| 1. коло, 4—6. окт. 2024.  |       |
| Младост СП — Војводина    | 64:80 |
| Динамик — БКК Раднички    | 75:82 |
| Чачак 94 — Вршац          | 76:77 |
| Тамиш — Металац           | 85:84 |
| ОКК Београд — Слога       | 95:86 |
| Нови Пазар — СПД Раднички | 78:84 |
| Златибор — Слобода        | 75:57 |
| Џокер — Младост ЗЕ        | 72:78 |

| 2. коло, 12. окт. 2024.    |        |
| Младост ЗЕ — Слобода       | 70:74  |
| Вршац — Младост СП         | 89:67  |
| Џокер — Нови Пазар         | 111:78 |
| БКК Раднички — ОКК Београд | 89:93  |
| Металац — Златибор         | 76:88  |
| Слога — Тамиш              | 78:79  |
| СПД Раднички — Чачак 94    | 61:77  |
| Војводина — Динамик        | 103:66 |

| 3. коло, 19—20. окт. 2024. |        |
| Чачак 94 — Џокер           | 71:72  |
| Младост СП — СПД Раднички  | 79:72  |
| Тамиш — БКК Раднички       | 76:70  |
| Златибор — Слога           | 96:80  |
| Слобода — Металац          | 99:71  |
| Динамик — Вршац            | 109:80 |
| ОКК Београд — Војводина    | 64:99  |
| Нови Пазар — Младост ЗЕ    | 71:90  |

| 4. коло, 25—27. окт. 2024. |        |
| Џокер — Младост СП         | 105:92 |
| БКК Раднички — Златибор    | 78:80  |
| Младост ЗЕ — Металац       | 70:80  |
| Вршац — ОКК Београд        | 103:82 |
| Слога — Слобода            | 61:75  |
| СПД Раднички — Динамик     | 89:96  |
| Војводина — Тамиш          | 82:63  |
| Нови Пазар — Чачак 94      | 67:84  |

| 5. коло, 1, 3. и 6. нов. 2024. |        |
| ОКК Београд — СПД Раднички     | 79:81  |
| Динамик — Џокер                | 96:95  |
| Младост СП — Нови Пазар        | 104:75 |
| Чачак 94 — Младост ЗЕ          | 71:78  |
| Тамиш — Вршац                  | 66:79  |
| Златибор — Војводина           | 84:89  |
| Металац — Слога                | 76:85  |
| Слобода — БКК Раднички         | 82:89  |

| 6. коло, 8—11. нов. 2024. |        |
| Младост ЗЕ — Слога        | 89:83  |
| Џокер — ОКК Београд       | 90:66  |
| Чачак 94 — Младост СП     | 95:70  |
| СПД Раднички — Тамиш      | 91:84  |
| Вршац — Златибор          | 84:82  |
| Војводина — Слобода       | 92:82  |
| Нови Пазар — Динамик      | 87:103 |
| БКК Раднички — Металац    | 87:86  |

| 7. коло, 16—17. нов. 2024. |        |
| Динамик — Чачак 94         | 96:89  |
| Младост СП — Младост ЗЕ    | 70:91  |
| Слобода — Вршац            | 79:67  |
| Металац — Војводина        | 67:80  |
| Слога — БКК Раднички       | 88:84  |
| Тамиш — Џокер              | 94:85  |
| Златибор — СПД Раднички    | 72:98  |
| ОКК Београд — Нови Пазар   | 111:75 |

| 8. коло, 22—25. нов. 2024. |         |
| Војводина — Слога          | 96:70   |
| Џокер — Златибор           | 75:73   |
| Младост ЗЕ — БКК Раднички  | 108:110 |
| СПД Раднички — Слобода     | 83:64   |
| Нови Пазар — Тамиш         | 78:69   |
| Младост СП — Динамик       | 77:76   |
| Вршац — Металац            | 88:62   |
| Чачак 94 — ОКК Београд     | 78:91   |

| 9. коло, 29. нов — 1. дец. 2024. |        |
| БКК Раднички — Војводина         | 87:89  |
| Златибор — Нови Пазар            | 113:79 |
| Динамик — Младост ЗЕ             | 116:91 |
| Слобода — Џокер                  | 94:82  |
| Тамиш — Чачак 94                 | 80:74  |
| Металац — СПД Раднички           | 61:79  |
| Слога — Вршац                    | 73:82  |
| ОКК Београд — Младост СП         | 95:86  |

| 10. коло, 6—7. дец. 2024. |        |
| Вршац — БКК Раднички      | 100:88 |
| Младост ЗЕ — Војводина    | 86:81  |
| Динамик — ОКК Београд     | 103:88 |
| СПД Раднички — Слога      | 81:71  |
| Џокер — Металац           | 89:80  |
| Нови Пазар — Слобода      | 75:97  |
| Младост СП — Тамиш        | 73:67  |
| Чачак 94 — Златибор       | 63:72  |

| 11. коло, 10—11. дец. 2024. |       |
| Златибор — Младост СП       | 92:66 |
| БКК Раднички — СПД Раднички | 78:67 |
| ОКК Београд — Младост ЗЕ    | 79:85 |
| Војводина — Вршац           | 79:65 |
| Тамиш — Динамик             | 70:75 |
| Слобода — Чачак 94          | 74:68 |
| Металац — Нови Пазар        | 77:73 |
| Слога — Џокер               | 90:87 |

| 12. коло, 14—15. дец. 2024. |       |
| Динамик — Златибор          | 85:95 |
| СПД Раднички — Војводина    | 77:69 |
| Младост СП — Слобода        | 71:77 |
| Џокер — БКК Раднички        | 93:62 |
| Чачак 94 — Металац          | 83:74 |
| Младост ЗЕ — Вршац          | 59:75 |
| Нови Пазар — Слога          | 81:95 |
| ОКК Београд — Тамиш         | 87:80 |

| 13. коло, 20—22. дец. 2024. |       |
| Вршац — СПД Раднички        | 92:83 |
| Војводина — Џокер           | 86:79 |
| Слобода — Динамик           | 82:99 |
| БКК Раднички — Нови Пазар   | 91:60 |
| Тамиш — Младост ЗЕ          | 61:71 |
| Металац — Младост СП        | 91:71 |
| Слога — Чачак 94            | 87:77 |
| Златибор — ОКК Београд      | 87:65 |

| 14. коло, 27—29. дец. 2024. |        |
| Чачак 94 — БКК Раднички     | 83:73  |
| Младост ЗЕ — СПД Раднички   | 103:72 |
| Динамик — Металац           | 81:82  |
| Младост СП — Слога          | 72:91  |
| Џокер — Вршац               | 96:97  |
| Нови Пазар — Војводина      | 62:81  |
| Тамиш — Златибор            | 75:89  |
| ОКК Београд — Слобода       | 91:78  |

| 15. коло, 4—5. јан. 2025. |        |
| Вршац — Нови Пазар        | 105:76 |
| СПД Раднички — Џокер      | 97:93  |
| БКК Раднички — Младост СП | 89:74  |
| Војводина — Чачак 94      | 74:81  |
| Златибор — Младост ЗЕ     | 94:89  |
| Слобода — Тамиш           | 103:81 |
| Металац — ОКК Београд     | 89:97  |
| Слога — Динамик           | 81:90  |

| 16. коло, 10—12. јан. 2025. |        |
| Војводина — Младост СП      | 93:58  |
| Младост ЗЕ — Џокер          | 85:100 |
| Вршац — Чачак 94            | 80:73  |
| Слобода — Златибор          | 80:73  |
| Слога — ОКК Београд         | 83:79  |
| СПД Раднички — Нови Пазар   | 83:81  |
| БКК Раднички — Динамик      | 65:87  |
| Металац — Тамиш             | 96:68  |

| 17. коло, 17—19. јан. 2025.     |        |
| Златибор — Металац              | 93:75  |
| Динамик — Војводина             | 56:75  |
| Младост СП — Вршац              | 85:87  |
| Нови Пазар — Џокер              | 86:111 |
| Чачак 94 — СПД Раднички         | 76:79  |
| Тамиш — Слога                   | 100:89 |
| ОКК Београд — БКК Раднички      | 97:83  |
| Слобода — Младост ЗЕ (22. јан.) | 55:79  |

| 18. коло, 24—26. јан. 2025. |         |
| Војводина — ОКК Београд     | 76:80   |
| СПД Раднички — Младост СП   | 88:79   |
| Младост ЗЕ — Нови Пазар     | 89:68   |
| БКК Раднички — Тамиш        | 98:89   |
| Вршац — Динамик             | 97:78   |
| Џокер — Чачак 94            | 107:100 |
| Металац — Слобода           | 79:85   |
| Слога — Златибор            | 76:75   |

| 19. коло, 31. јан — 2. феб. 2025. |         |
| Динамик — СПД Раднички            | 74:87   |
| Златибор — БКК Раднички           | 81:84   |
| Слобода — Слога                   | 107:76  |
| Младост СП — Џокер                | 72:89   |
| Металац — Младост ЗЕ              | 84:90   |
| Чачак 94 — Нови Пазар             | 91:72   |
| Тамиш — Војводина                 | 62:69   |
| ОКК Београд — Вршац               | 110:106 |

| 20. коло, 7—9. феб. 2025.  |         |
| СПД Раднички — ОКК Београд | 71:72   |
| Младост ЗЕ — Чачак 94      | 96:95   |
| БКК Раднички — Слобода     | 77:76   |
| Нови Пазар — Младост СП    | 70:102  |
| Џокер — Динамик            | 106:104 |
| Слога — Металац            | 86:80   |
| Војводина — Златибор       | 75:87   |
| Вршац — Тамиш              | 77:72   |

| 21. коло, 22, 23. и 26. феб. 2025. |         |
| Динамик — Нови Пазар               | 100:85  |
| Слобода — Војводина                | 80:72   |
| Златибор — Вршац                   | 107:74  |
| Младост СП — Чачак 94              | 86:93   |
| Металац — БКК Раднички             | 84:82   |
| Тамиш — СПД Раднички               | 116:113 |
| Слога — Младост ЗЕ                 | 92:105  |
| ОКК Београд — Џокер                | 99:82   |

| 22. коло, 28. феб — 2. мар. 2025. |        |
| Војводина — Металац               | 90:76  |
| Младост ЗЕ — Младост СП           | 82:75  |
| БКК Раднички — Слога              | 100:55 |
| Чачак 94 — Динамик                | 82:72  |
| Вршац — Слобода                   | 89:85  |
| СПД Раднички — Златибор           | 81:84  |
| Нови Пазар — ОКК Београд          | 81:102 |
| Џокер — Тамиш                     | 94:88  |

| 23. коло, 7—10. мар. 2025. |        |
| Слобода — СПД Раднички     | 92:87  |
| Динамик — Младост СП       | 73:90  |
| Златибор — Џокер           | 94:103 |
| Тамиш — Нови Пазар         | 101:73 |
| Металац — Вршац            | 81:85  |
| Слога — Војводина          | 80:106 |
| ОКК Београд — Чачак 94     | 98:105 |
| БКК Раднички — Младост ЗЕ  | 79:81  |

| 24. коло, 14—16. мар. 2025. |        |
| Џокер — Слобода             | 80:98  |
| Вршац — Слога               | 89:74  |
| Војводина — БКК Раднички    | 87:73  |
| СПД Раднички — Металац      | 82:76  |
| Младост СП — ОКК Београд    | 73:105 |
| Чачак 94 — Тамиш            | 92:98  |
| Нови Пазар — Златибор       | 66:97  |
| Младост ЗЕ — Динамик        | 80:77  |

| 25. коло, 22—23. мар. 2025. |        |
| БКК Раднички — Вршац        | 87:92  |
| Војводина — Младост ЗЕ      | 81:85  |
| Слобода — Нови Пазар        | 117:75 |
| Металац — Џокер             | 63:76  |
| Тамиш — Младост СП          | 85:80  |
| Слога — СПД Раднички        | 82:75  |
| ОКК Београд — Динамик       | 99:101 |
| Златибор — Чачак 94         | 97:71  |

| 26. коло, 26. мар. 2025.    |       |
| Младост ЗЕ — ОКК Београд    | 85:99 |
| Динамик — Тамиш             | 76:80 |
| Џокер — Слога               | 89:75 |
| СПД Раднички — БКК Раднички | 82:74 |
| Вршац — Војводина           | 91:62 |
| Младост СП — Златибор       | 88:92 |
| Чачак 94 — Слобода          | 76:89 |
| Нови Пазар — Металац        | 71:92 |

| 27. коло, 28—31. мар. 2025. |        |
| Војводина — СПД Раднички    | 94:68  |
| Слобода — Младост СП        | 97:82  |
| Златибор — Динамик          | 97:91  |
| Слога — Нови Пазар          | 115:75 |
| Вршац — Младост ЗЕ          | 96:80  |
| Тамиш — ОКК Београд         | 73:87  |
| Металац — Чачак 94          | 87:70  |
| БКК Раднички — Џокер        | 88:90  |

| 28. коло, 4—6. апр. 2025. |        |
| Чачак 94 — Слога          | 61:66  |
| Младост ЗЕ — Тамиш        | 110:75 |
| Динамик — Слобода         | 65:84  |
| ОКК Београд — Златибор    | 88:95  |
| Младост СП — Металац      | 84:72  |
| Џокер — Војводина         | 99:94  |
| СПД Раднички — Вршац      | 66:91  |
| Нови Пазар — БКК Раднички | 66:90  |

| 29. коло, 11—12. апр. 2025. |        |
| СПД Раднички — Младост ЗЕ   | 100:93 |
| Вршац — Џокер               | 101:89 |
| БКК Раднички — Чачак 94     | 83:76  |
| Слобода — ОКК Београд       | 87:75  |
| Војводина — Нови Пазар      | 91:75  |
| Златибор — Тамиш            | 101:97 |
| Металац — Динамик           | 75:70  |
| Слога — Младост СП          | 75:85  |

| 30. коло, 15—19. апр. 2025.      |       |
| Нови Пазар — Вршац               | 71:90 |
| Џокер — СПД Раднички             | 89:78 |
| Динамик — Слога                  | 99:76 |
| Младост СП — БКК Раднички        | 90:84 |
| Тамиш — Слобода                  | 85:87 |
| ОКК Београд — Металац            | 86:77 |
| Младост ЗЕ — Златибор (19. апр.) | 96:82 |
| Чачак 94 — Војводина (19. апр.)  | 80:99 |

- [8]

Легенда:

### Табела
|     | Тим                   | Игр. | Поб. | Изг. | П+   | П-   | П+/- | Бод |
| --- | --------------------- | ---- | ---- | ---- | ---- | ---- | ---- | --- |
| 1.  | Вршац Меридијанбет    | 30   | 25   | 5    | 2628 | 2397 | +231 | 55  |
| 2.  | Златибор Моцарт       | 30   | 21   | 9    | 2647 | 2404 | +243 | 51  |
| 3.  | Војводина МТС         | 30   | 21   | 9    | 2544 | 2247 | +297 | 51  |
| 4.  | Слобода Ужице         | 30   | 21   | 9    | 2536 | 2345 | +191 | 51  |
| 5.  | Младост Максбет       | 30   | 20   | 10   | 2594 | 2467 | +127 | 50  |
| 6.  | Џокер                 | 30   | 19   | 11   | 2728 | 2579 | +149 | 49  |
| 7.  | ОКК Београд           | 30   | 18   | 12   | 2659 | 2587 | +72  | 48  |
| 8.  | СПД Раднички          | 30   | 16   | 14   | 2455 | 2469 | -14  | 46  |
| 9.  | Динамик Балкан бет    | 30   | 14   | 16   | 2589 | 2569 | +20  | 44  |
| 10. | БКК Раднички          | 30   | 13   | 17   | 2504 | 2487 | +17  | 43  |
| 11. | Слога                 | 30   | 12   | 18   | 2419 | 2585 | -166 | 42  |
| 12. | Тамиш                 | 30   | 11   | 19   | 2419 | 2561 | -142 | 41  |
| 13. | Чачак 94 Квантокс     | 30   | 10   | 20   | 2411 | 2455 | -44  | 40  |
| 14. | Металац               | 30   | 9    | 21   | 2343 | 2473 | -130 | 39  |
| 15. | Младост СП            | 30   | 9    | 21   | 2365 | 2570 | -205 | 39  |
| 16. | Нови Пазар Саламандер | 30   | 1    | 29   | 2230 | 2876 | -646 | 31  |

- [9]

Легенда:

### Појединачне награде

#### Најкориснији играчи кола
| Коло | Играч                    | Екипа                 | Индекс | Изв.   |
| ---- | ------------------------ | --------------------- | ------ | ------ |
| 1.   | Вељко Бркић              | Џокер                 | 36     | [ 10 ] |
| 2.   | Вељко Бркић (2)          | Џокер                 | 34     | [ 11 ] |
| 3.   | Џеремаја Давенпорт       | Тамиш                 | 35     | [ 12 ] |
| 4.   | Немања Поповић           | Вршац Мердијанбет     | 35     | [ 13 ] |
| 5.   | Вељко Бркић (3)          | Џокер                 | 32     | [ 14 ] |
| 6.   | Немања Поповић (2)       | Вршац Мердијанбет     | 39     | [ 15 ] |
| 7.   | Џеремаја Давенпорт (2)   | Тамиш                 | 40     | [ 16 ] |
| 8.   | Девон Октејвон Грант     | СПД Раднички          | 36     | [ 17 ] |
| 8.   | Лазар Некић              | Нови Пазар Саламандер | 36     | [ 17 ] |
| 9.   | Никола Малешевић         | Слобода Ужице         | 38     | [ 18 ] |
| 10.  | Алекса Ристић            | Динамик Балкан бет    | 41     | [ 19 ] |
| 11.  | Џеремаја Давенпорт (3)   | Тамиш                 | 36     | [ 20 ] |
| 12.  | Девон Октејвон Грант (2) | СПД Раднички          | 35     | [ 21 ] |
| 13.  | Ђорђе Симеуновић         | Слога                 | 35     | [ 22 ] |
| 14.  | Немања Поповић (3)       | Вршац Мердијанбет     | 42     | [ 23 ] |
| 15.  | Ђорђе Божић              | Слобода Ужице         | 34     | [ 24 ] |
| 16.  | Урош Николић             | СПД Раднички          | 36     | [ 25 ] |
| 17.  | Миливоје Мијовић         | БКК Раднички          | 35     | [ 26 ] |
| 18.  | Деметре Робертс          | Џокер                 | 51     | [ 27 ] |
| 19.  | Немања Поповић (4)       | Вршац Мердијанбет     | 49     | [ 28 ] |
| 20.  | Деметре Робертс (2)      | Џокер                 | 43     | [ 29 ] |
| 21.  | Тревор Мур               | Тамиш                 | 55     | [ 30 ] |
| 22.  | Филип Думић              | Чачак 94              | 32     | [ 31 ] |
| 23.  | Марко Ковачевић          | Златибор Моцарт       | 43     | [ 32 ] |
| 24.  | Кевин Осаве              | Чачак 94              | 51     | [ 33 ] |
| 25.  | Урош Пауновић            | Златибор Моцарт       | 43     | [ 34 ] |
| 26.  | Лазар Гачић              | ОКК Београд           | 34     | [ 35 ] |
| 27.  | Огњен Мицуловић          | Нови Пазар Саламандер | 36     | [ 36 ] |
| 28.  | Деметре Робертс (3)      | Џокер                 | 34     | [ 37 ] |
| 29.  | Димитрије Марић          | СПД Раднички          | 56     | [ 38 ] |
| 30.  | Тревор Мур (2)           | Тамиш                 | 39     | [ 39 ] |

## Суперлига Србије

### Клубови у сезони 2024/25.
| Клуб                       | Место    | Дворана                        | Капацитет |
| -------------------------- | -------- | ------------------------------ | --------- |
| Борац Моцарт               | Чачак    | Хала Борца крај Мораве         | 4.000     |
| Вршац Меридијанбет         | Вршац    | Центар Миленијум               | 5.000     |
| Златибор Моцарт            | Чајетина | Хала Чајетина                  | 500       |
| Мега Супербет              | Београд  | Тренинг центар Дејан Милојевић | 700       |
| Партизан Моцарт бет        | Београд  | Београдска арена               | 18.386    |
| Спартак Офис шуз           | Суботица | Хала спортова Дудова шума      | 3.000     |
| ФМП Сокербет               | Београд  | Дворана Железник               | 3.000     |
| Црвена звезда Меридијанбет | Београд  | Хала Пионир                    | 8.150     |

Партизан за ово такмичење није регистровао неколико својих најбољих играча.
Легенда:
|  | Тимови који се такмиче у Јадранској лиги 2024/25. |

### Осмина финала
* Први пар:
| 8. 5. 2025. 17:00 | Извештај | Златибор Моцарт                                                                       | 82 : 99 | ФМП Сокербет                                             | Хала Чајетина, Чајетина Гледаоци: 505 Судије: Илија Белошевић, Стефан Ћалић, Петар Пешић |  |
| 8. 5. 2025. 17:00 | Извештај | Четвртине: 26 : 20, 19 : 21, 12 : 32, 25 : 26                                         |         |                                                          | Хала Чајетина, Чајетина Гледаоци: 505 Судије: Илија Белошевић, Стефан Ћалић, Петар Пешић |  |
| 8. 5. 2025. 17:00 | Извештај | Поени: Ђукановић 17 Скокови: Ковачевић 6 Асистенције: Пауновић 4 Индекс: Ђукановић 16 |         | Радосављевић 22 Гашић 10 Гројић, Радосављевић 6 Гашић 33 | Хала Чајетина, Чајетина Гледаоци: 505 Судије: Илија Белошевић, Стефан Ћалић, Петар Пешић |  |

| 11. 5. 2025. 17:30 | Извештај | ФМП Сокербет                                                                    | 108 : 69 | Златибор Моцарт                                 | ФМП арена, Београд Гледаоци: 500 Судије: Урош Обркнежевић, Владимир Томић, Немања Нинковић |  |
| 11. 5. 2025. 17:30 | Извештај | Четвртине: 27 : 11, 27 : 29, 29 : 13, 25 : 16                                   |          |                                                 | ФМП арена, Београд Гледаоци: 500 Судије: Урош Обркнежевић, Владимир Томић, Немања Нинковић |  |
| 11. 5. 2025. 17:30 | Извештај | Поени: Станојевић 20 Скокови: Гашић 12 Асистенције: Скот 6 Индекс: Шарановић 26 |          | Ђукановић 20 Пауновић 5 Пауновић 4 Ђукановић 14 | ФМП арена, Београд Гледаоци: 500 Судије: Урош Обркнежевић, Владимир Томић, Немања Нинковић |  |
| 11. 5. 2025. 17:30 | Извештај | 207 : 151                                                                       |          |                                                 | ФМП арена, Београд Гледаоци: 500 Судије: Урош Обркнежевић, Владимир Томић, Немања Нинковић |  |

* Други пар:
| 8. 5. 2025. 19:00 | Извештај | Борац Моцарт                                                                              | 91 : 69 | Вршац Меридијанбет                                           | Хала Борца крај Мораве, Чачак Гледаоци: 1.000 Судије: Марко Јурас, Владимир Весковић, Немања Влаховић |  |
| 8. 5. 2025. 19:00 | Извештај | Четвртине: 14 : 19, 27 : 19, 22 : 19, 28 : 12                                             |         |                                                              | Хала Борца крај Мораве, Чачак Гледаоци: 1.000 Судије: Марко Јурас, Владимир Весковић, Немања Влаховић |  |
| 8. 5. 2025. 19:00 | Извештај | Поени: Радојичић 18 Скокови: Манојловић 10 Асистенције: Радојичић 3 Индекс: Манојловић 23 |         | Димитријевић, Поповић 18 четири играча 5 Вигинс 3 Поповић 17 | Хала Борца крај Мораве, Чачак Гледаоци: 1.000 Судије: Марко Јурас, Владимир Весковић, Немања Влаховић |  |

| 11. 5. 2025. 17:00 | Извештај | Вршац Меридијанбет                                                                                              | 93 : 52 | Борац Моцарт                                       | Центар Миленијум, Вршац Гледаоци: 700 Судије: Владимир Јевтовић, Иван Стефановић, Александар Милојевић |  |
| 11. 5. 2025. 17:00 | Извештај | Четвртине: 29 : 12, 21 : 17, 25 : 6, 18 : 17                                                                    |         |                                                    | Центар Миленијум, Вршац Гледаоци: 700 Судије: Владимир Јевтовић, Иван Стефановић, Александар Милојевић |  |
| 11. 5. 2025. 17:00 | Извештај | Поени: Димитријевић, Шљиванчанин 19 Скокови: Дугалић 11 Асистенције: Димитријевић, Дугалић 4 Индекс: Поповић 27 |         | Јошило 13 Фундић 5 Манојловић, Радовић 3 Јошило 10 | Центар Миленијум, Вршац Гледаоци: 700 Судије: Владимир Јевтовић, Иван Стефановић, Александар Милојевић |  |
| 11. 5. 2025. 17:00 | Извештај | 162 : 143 |         |                                                    | Центар Миленијум, Вршац Гледаоци: 700 Судије: Владимир Јевтовић, Иван Стефановић, Александар Милојевић |  |

### Четвртфинале
* Први пар:
| 18. 5. 2025. 19:00 | Извештај | Мега Супербет                                                                          | 81 : 86 | ФМП Сокербет                             | Тренинг центар Дејан Милојевић, Београд Гледаоци: 100 Судије: Миливоје Јовчић, Стефан Ћалић, Синиша Прпа |  |
| 18. 5. 2025. 19:00 | Извештај | Четвртине: 16 : 24, 19 : 24, 22 : 24, 24 : 14                                          |         |                                          | Тренинг центар Дејан Милојевић, Београд Гледаоци: 100 Судије: Миливоје Јовчић, Стефан Ћалић, Синиша Прпа |  |
| 18. 5. 2025. 19:00 | Извештај | Поени: Јелавић, Јовић 20 Скокови: Јелавић 14 Асистенције: Дрезгић 6 Индекс: Јелавић 40 |         | Барна 22 Шарановић 7 Скот 4 Лазаревић 16 | Тренинг центар Дејан Милојевић, Београд Гледаоци: 100 Судије: Миливоје Јовчић, Стефан Ћалић, Синиша Прпа |  |
| 18. 5. 2025. 19:00 | Извештај | 0 : 1                                                                                  |         |                                          | Тренинг центар Дејан Милојевић, Београд Гледаоци: 100 Судије: Миливоје Јовчић, Стефан Ћалић, Синиша Прпа |  |

| 21. 5. 2025. 18:00 | Извештај | ФМП Сокербет                                                                 | 77 : 73 | Мега Супербет                         | ФМП арена, Београд Гледаоци: 500 Судије: Урош Обркнежевић, Петар Пешић, Владимир Томић |  |
| 21. 5. 2025. 18:00 | Извештај | Четвртине: 17 : 14, 24 : 27, 21 : 14, 15 : 18                                |         |                                       | ФМП арена, Београд Гледаоци: 500 Судије: Урош Обркнежевић, Петар Пешић, Владимир Томић |  |
| 21. 5. 2025. 18:00 | Извештај | Поени: Барна 24 Скокови: Радосављевић 7 Асистенције: Скот 4 Индекс: Барна 19 |         | Јовић 19 Јовић 7 Миљеновић 5 Јовић 18 | ФМП арена, Београд Гледаоци: 500 Судије: Урош Обркнежевић, Петар Пешић, Владимир Томић |  |
| 21. 5. 2025. 18:00 | Извештај | 2 : 0                                                                        |         |                                       | ФМП арена, Београд Гледаоци: 500 Судије: Урош Обркнежевић, Петар Пешић, Владимир Томић |  |

* Други пар:
| 13. 5. 2025. 19:00 | Извештај | Спартак Офис шуз                                                                 | 94 : 76 | Вршац Меридијанбет                                  | Хала спортова Дудова шума, Суботица Гледаоци: 500 Судије: Владимир Весковић, Урош Обркнежевић, Лука Манојловић |  |
| 13. 5. 2025. 19:00 | Извештај | Четвртине: 21 : 20, 26 : 25, 28 : 18, 19 : 13                                    |         |                                                     | Хала спортова Дудова шума, Суботица Гледаоци: 500 Судије: Владимир Весковић, Урош Обркнежевић, Лука Манојловић |  |
| 13. 5. 2025. 19:00 | Извештај | Поени: Николић 21 Скокови: три играча 6 Асистенције: Болтон 7 Индекс: Николић 24 |         | Димитријевић 21 Поповић 6 Дугалић 4 Димитријевић 24 | Хала спортова Дудова шума, Суботица Гледаоци: 500 Судије: Владимир Весковић, Урош Обркнежевић, Лука Манојловић |  |
| 13. 5. 2025. 19:00 | Извештај | 1 : 0                                                                            |         |                                                     | Хала спортова Дудова шума, Суботица Гледаоци: 500 Судије: Владимир Весковић, Урош Обркнежевић, Лука Манојловић |  |

| 18. 5. 2025. 21:00 | Извештај | Вршац Меридијанбет                                                                    | 83 : 84 | Спартак Офис шуз                  | Центар Миленијум, Вршац Гледаоци: 800 Судије: Илија Белошевић, Владимир Јевтовић, Милош Хаџић |  |
| 18. 5. 2025. 21:00 | Извештај | Четвртине: 16 : 18, 13 : 23, 35 : 23, 19 : 20                                         |         |                                   | Центар Миленијум, Вршац Гледаоци: 800 Судије: Илија Белошевић, Владимир Јевтовић, Милош Хаџић |  |
| 18. 5. 2025. 21:00 | Извештај | Поени: Шљиванчанин 30 Скокови: Картер 7 Асистенције: Дугалић 5 Индекс: Шљиванчанин 27 |         | Болтон 18 Илић 8 Гордић 6 Илић 26 | Центар Миленијум, Вршац Гледаоци: 800 Судије: Илија Белошевић, Владимир Јевтовић, Милош Хаџић |  |
| 18. 5. 2025. 21:00 | Извештај | 0 : 2                                                                                 |         |                                   | Центар Миленијум, Вршац Гледаоци: 800 Судије: Илија Белошевић, Владимир Јевтовић, Милош Хаџић |  |

### Полуфинале
* Први пар:
| 15. 6. 2025. 20:30 | Извештај | Партизан Моцарт бет                                                                | 84 : 74 | ФМП Сокербет                                     | Хала Пионир, Београд Гледаоци: 1.803 Судије: Миливоје Јовчић, Владимир Јевтовић, Немања Влаховић |  |
| 15. 6. 2025. 20:30 | Извештај | Четвртине: 8 : 16, 21 : 21, 26 : 19, 29 : 18                                       |         |                                                  | Хала Пионир, Београд Гледаоци: 1.803 Судије: Миливоје Јовчић, Владимир Јевтовић, Немања Влаховић |  |
| 15. 6. 2025. 20:30 | Извештај | Поени: Вошингтон 40 Скокови: Мајк 13 Асистенције: Вошингтон 5 Индекс: Вошингтон 40 |         | Барна 16 Радосављевић 11 Радосављевић 5 Гашић 20 | Хала Пионир, Београд Гледаоци: 1.803 Судије: Миливоје Јовчић, Владимир Јевтовић, Немања Влаховић |  |
| 15. 6. 2025. 20:30 | Извештај | 1 : 0                                                                              |         |                                                  | Хала Пионир, Београд Гледаоци: 1.803 Судије: Миливоје Јовчић, Владимир Јевтовић, Немања Влаховић |  |

| 17. 6. 2025. 19:00 | Извештај | ФМП Сокербет                                                                                           | 78 : 69 | Партизан Моцарт бет                                       | ФМП арена, Београд Гледаоци: 750 Судије: Урош Обркнежевић, Стефан Ћалић, Синиша Прпа |  |
| 17. 6. 2025. 19:00 | Извештај | Четвртине: 17 : 16, 17 : 15, 25 : 13, 19 : 25                                                          |         |                                                           | ФМП арена, Београд Гледаоци: 750 Судије: Урош Обркнежевић, Стефан Ћалић, Синиша Прпа |  |
| 17. 6. 2025. 19:00 | Извештај | Поени: Барна 18 Скокови: Лазаревић, Радосављевић 7 Асистенције: Радосављевић 7 Индекс: Радосављевић 18 |         | Вошингтон 25 Копривица 15 Копривица, Лакић 3 Копривица 26 | ФМП арена, Београд Гледаоци: 750 Судије: Урош Обркнежевић, Стефан Ћалић, Синиша Прпа |  |
| 17. 6. 2025. 19:00 | Извештај | 1 : 1                                                                                                  |         |                                                           | ФМП арена, Београд Гледаоци: 750 Судије: Урош Обркнежевић, Стефан Ћалић, Синиша Прпа |  |

| 19. 6. 2025. 20:00 | Извештај | Партизан Моцарт бет                                                                       | 90 : 80 | ФМП Сокербет                                  | Хала Пионир, Београд Гледаоци: 2.354 Судије: Миливоје Јовчић, Урош Обркнежевић, Петар Пешић |  |
| 19. 6. 2025. 20:00 | Извештај | Четвртине: 23 : 23, 30 : 22, 19 : 17, 18 : 18                                             |         |                                               | Хала Пионир, Београд Гледаоци: 2.354 Судије: Миливоје Јовчић, Урош Обркнежевић, Петар Пешић |  |
| 19. 6. 2025. 20:00 | Извештај | Поени: Копривица 26 Скокови: Копривица, Мајк 10 Асистенције: Лакић 9 Индекс: Копривица 36 |         | Томашевић 17 Гашић 6 Шарановић 6 Томашевић 19 | Хала Пионир, Београд Гледаоци: 2.354 Судије: Миливоје Јовчић, Урош Обркнежевић, Петар Пешић |  |
| 19. 6. 2025. 20:00 | Извештај | 2 : 1                                                                                     |         |                                               | Хала Пионир, Београд Гледаоци: 2.354 Судије: Миливоје Јовчић, Урош Обркнежевић, Петар Пешић |  |

* Други пар:
| 14. 6. 2025. 20:00 | Извештај | Црвена звезда Меридијанбет                                                      | 81 : 93 | Спартак Офис шуз                               | Хала Пионир, Београд Гледаоци: 2.033 Судије: Марко Јурас, Иван Стефановић, Владимир Томић |  |
| 14. 6. 2025. 20:00 | Извештај | Четвртине: 20 : 20, 21 : 31, 17 : 23, 23 : 19                                   |         |                                                | Хала Пионир, Београд Гледаоци: 2.033 Судије: Марко Јурас, Иван Стефановић, Владимир Томић |  |
| 14. 6. 2025. 20:00 | Извештај | Поени: Добрић 21 Скокови: Митровић 6 Асистенције: Калинић 5 Индекс: Митровић 19 |         | Медаревић 19 Медаревић 8 Гордић 9 Медаревић 23 | Хала Пионир, Београд Гледаоци: 2.033 Судије: Марко Јурас, Иван Стефановић, Владимир Томић |  |
| 14. 6. 2025. 20:00 | Извештај | 0 : 1                                                                           |         |                                                | Хала Пионир, Београд Гледаоци: 2.033 Судије: Марко Јурас, Иван Стефановић, Владимир Томић |  |

| 16. 6. 2025. 19:00 | Извештај | Спартак Офис шуз                                                                 | 93 : 77 | Црвена звезда Меридијанбет                    | Хала спортова Дудова шума, Суботица Гледаоци: 2.000 Судије: Илија Белошевић, Урош Обркнежевић, Александар Милојевић |  |
| 16. 6. 2025. 19:00 | Извештај | Четвртине: 24 : 12, 22 : 23, 26 : 22, 21 : 20                                    |         |                                               | Хала спортова Дудова шума, Суботица Гледаоци: 2.000 Судије: Илија Белошевић, Урош Обркнежевић, Александар Милојевић |  |
| 16. 6. 2025. 19:00 | Извештај | Поени: Церовина 24 Скокови: Момиров 11 Асистенције: Гордић 11 Индекс: Милетић 29 |         | Добрић 17 Петрушев 9 Дос Сантос 8 Петрушев 17 | Хала спортова Дудова шума, Суботица Гледаоци: 2.000 Судије: Илија Белошевић, Урош Обркнежевић, Александар Милојевић |  |
| 16. 6. 2025. 19:00 | Извештај | 2 : 0                                                                            |         |                                               | Хала спортова Дудова шума, Суботица Гледаоци: 2.000 Судије: Илија Белошевић, Урош Обркнежевић, Александар Милојевић |  |

### Финале
| 22. 6. 2025. 21:00 | Извештај | Партизан Моцарт бет                                                                                 | 94 : 74 | Спартак Офис шуз                        | Хала Пионир, Београд Гледаоци: 3.856 Судије: Урош Николић, Марко Јурас, Владимир Јевтовић |  |
| 22. 6. 2025. 21:00 | Извештај | Четвртине: 28 : 23, 26 : 19, 25 : 19, 15 : 13                                                       |         |                                         | Хала Пионир, Београд Гледаоци: 3.856 Судије: Урош Николић, Марко Јурас, Владимир Јевтовић |  |
| 22. 6. 2025. 21:00 | Извештај | Поени: Вошингтон 23 Скокови: Копривица 11 Асистенције: Покушевски 9 Индекс: Вошингтон, Копривица 24 |         | Милетић 11 Гордић 7 Гордић 10 Гордић 16 | Хала Пионир, Београд Гледаоци: 3.856 Судије: Урош Николић, Марко Јурас, Владимир Јевтовић |  |
| 22. 6. 2025. 21:00 | Извештај | 1 : 0                                                                                               |         |                                         | Хала Пионир, Београд Гледаоци: 3.856 Судије: Урош Николић, Марко Јурас, Владимир Јевтовић |  |

| 24. 6. 2025. 20:30 | Извештај | Спартак Офис шуз                                                                        | 79 : 93 | Партизан Моцарт бет                               | Хала спортова Дудова шума, Суботица Гледаоци: 3.000 Судије: Миливоје Јовчић, Урош Обркнежевић, Немања Влаховић |  |
| 24. 6. 2025. 20:30 | Извештај | Четвртине: 24 : 19, 20 : 26, 17 : 27, 18 : 21                                           |         |                                                   | Хала спортова Дудова шума, Суботица Гледаоци: 3.000 Судије: Миливоје Јовчић, Урош Обркнежевић, Немања Влаховић |  |
| 24. 6. 2025. 20:30 | Извештај | Поени: Церовина 22 Скокови: Гордић, Милетић 5 Асистенције: Гордић 9 Индекс: Церовина 30 |         | Вошингтон 41 Вошингтон 8 Вошингтон 4 Вошингтон 43 | Хала спортова Дудова шума, Суботица Гледаоци: 3.000 Судије: Миливоје Јовчић, Урош Обркнежевић, Немања Влаховић |  |
| 24. 6. 2025. 20:30 | Извештај | 0 : 2                                                                                   |         |                                                   | Хала спортова Дудова шума, Суботица Гледаоци: 3.000 Судије: Миливоје Јовчић, Урош Обркнежевић, Немања Влаховић |  |

| Првак Суперлиге Србије у кошарци 2024/25. |
| ----------------------------------------- |
| Партизан 9. титула                        |